# 米哈伊哈佐
米哈伊哈佐，是匈牙利维斯普雷姆州所辖的一个村，总面积21.52平方公里，总人口765，人口密度35.5人/平方公里（2010年1月1日）。